# Arminio (Salvi)
Arminio ist ein vielfach vertontes Libretto für eine Opera seria in drei Akten von Antonio Salvi. Der Inhalt basiert auf dem Leben Arminius’, des Fürsten der Cherusker, der den Römern im Jahre 9 n. Chr. in der Varusschlacht mit der Vernichtung von drei Legionen eine ihrer verheerendsten Niederlagen beibrachte. Die erste Vertonung stammt aus dem Jahr 1703 von Alessandro Scarlatti. Die bekannteste Fassung ist Georg Friedrich Händels Arminio.

## Inhalt
Die Handlung spielt im rechtsrheinischen Germanien, um das Jahr 9 n. Chr.

### Erster Akt
Arminio, Führer der Cherusker, stand früher selbst im Dienste der Römer. (Diese hatten 12. v. Chr. die Gebiete bis zur Elbe hin erobert und Cherusker, Brukterer, Sugambrier und andere Völker unterworfen.) Nun hatte er sich gegen die Fremdherrschaft erhoben, wurde aber verraten und gelangt in Gefangenschaft. Zusammen mit seiner Frau Tusnelda jedoch gelingt Arminio die Flucht aus der Gefangenschaft.
Die Freiheit währt jedoch nicht lang, denn sein Schwiegervater Segeste, der neidisch auf ihn war, ist zu den Römern übergelaufen. Da er, Segeste, auf eine große Belohnung und Anerkennung hofft, lässt er Arminio und Tusnelda festsetzen und liefert sie an Varo, den Heerführer der Römer, aus.

### Zweiter Akt
Varo ist hocherfreut, Arminio, den er nur „Verräter“ nennt, wieder in seiner Gewalt zu haben. Zudem hat er sich in Tusnelda verliebt und macht sich nun, da er ihren Mann in Gefangenschaft weiß, Hoffnungen. Segeste stachelt ihn an, Arminio zum Tode zu verurteilen wegen Verrats, um ihn somit völlig aus dem Verkehr zu ziehen.
Gegen diesen Entschluss können weder die Fürsprache Sigismondos (der gern Arminios Schwester Ramise heiraten möchte) noch das Flehen Tusneldas selbst etwas ausrichten. Arminio ist bereit zu sterben und nimmt Abschied von seiner Gemahlin Tusnelda.
Am Tag der Hinrichtung lässt Varo im letzten Augenblick (der Henker hatte das Beil schon über seinem Kopf und war dabei es auf Arminios Nacken fallen zu lassen) Gnade walten, weil er fürchtet Tusnelda würde ihm ewig Vorwürfe machen und sie nicht lieben, sondern hassen.
Dennoch kommt Arminio wieder in Gefangenschaft. Dort soll ihn Sigismondo auf seines Vaters Segestes Geheiß töten. Sigismondo jedoch befreit Arminio und flieht zusammen mit ihm und Tusnelda.
Arminio eilt zurück zu seinen Landsleuten, um wieder die Führung des Aufstandes zu übernehmen.

### Dritter Akt
Es kommt zur Schlacht der Cherusker gegen die Römer. Die Römer und Varo werden vernichtend geschlagen. Arminio nimmt seinen Schwiegervater Segeste fest. (Dieser hatte zuvor seine Tochter Tusnelda und seinen Sohn Sigismondo umbringen lassen wollen.) Zudem befreit er Tusnelda und Sigismondo aus der Gefangenschaft. Sigismondo darf Ramise heiraten.
Schließlich verzeiht Arminio in seiner Großmut seinem Schwiegervater und entlässt Segeste aus der Gefangenschaft.
Alle sind zufrieden und ziehen vereint ins Feld gegen die zum Rachefeldzug anrückenden Römer.

## Werkgeschichte
Das Libretto basiert auf der französischen Tragödie Arminius von Jean-Galbert de Campistron aus dem Jahr 1684.:295 Die historischen Grundlagen finden sich in den Annalen des Tacitus in den Kapiteln I.54 bis II.21.

## Vertonungen
In der Fachliteratur werden folgende Vertonungen des Librettos genannt:
| Komponist                                   | Uraufführung                                            | Aufführungsort | Anmerkungen |  |
| ------------------------------------------- | ------------------------------------------------------- | -------------- | --- |  |
| Alessandro Scarlatti                        | 27. September 1703, Villa Pratolino:297f                | Florenz        | auch am 19. November 1714 im Teatro San Bartolomeo in Neapel (modifizierter Text mit den zusätzlichen komischen Charakteren Dalisa und Breno, deren Musik nicht von Scarlatti zu stammen scheint); auch Karneval 1716 im Teatro del Cocomero in Florenz (möglicherweise als Pasticcio); überarbeitet im Februar 1722 im Teatro Capranica in Rom |  |
| Antonio Caldara                             | Karneval 1705, Teatro Sant’Agostino:296f                | Genua          | das Libretto wurde um einige Szenen und die Figur der Dalisa erweitert. Tusnelda und Ramise wurden in Rosmonda und Climene umbenannt. |  |
| Anonym, Pasticcio                           | 4. Februar 1714, Queen’s Theatre am Haymarket:198,293f  | London         | bei Corago fälschlich Salvi zugeordnet; die Rezitative stammen größtenteils aus Francesco Silvanis La pace generosa von 1700; die Arien wurden weitgehend ausgetauscht |  |
| Carlo Francesco Pollarolo                   | 20. November 1722, Teatro Sant’Angelo:299               | Venedig        | nur wenig Musik ist erhalten; der Charakter des Tullio fehlt |  |
| Anonym, wahrscheinlich Pasticcio            | Sommer 1725, Teatro della Pergola:299                   | Florenz        | |  |
| Anonym, wahrscheinlich Pasticcio            | 25. Januar 1728, Teatro de’ Nobili detto del Pavone:299 | Perugia        | |  |
| Johann Adolph Hasse → Arminio (Hasse, 1730) | 28. August 1730, Teatro Regio Ducale:300                | Mailand        | der Charakter des Tullio fehlt. Hasse komponierte 1745 eine gleichnamige Oper auf ein Libretto von Giovanni Claudio Pasquini, die er 1753 überarbeitete. → Arminio (Hasse, 1745/1753) |  |
| Francesco Rinaldi                           | 1732, Privilegirtes Theatro:300f                        | Wien           | die Charaktere Sigismondo und Tullio fehlen |  |
| Gaetano Maria Schiassi                      | Herbst 1733, Teatro Gusco Solerio:301                   | Alessandria    | ohne den Charakter des Tullio; Struktur und mehrere Arientexte basieren aus der von Hasse vertonten Fassung von 1730 |  |
| Georg Friedrich Händel → Arminio (Händel)   | 12. Januar 1737, Covent Garden:301f                     | London         | Rezitative stark gekürzt |  |
| Giuseppe Ferdinando Brivio                  | 1739, Teatro Regio Ducale:302                           | Mailand        | als La Germania trionfante in Arminio; Musik nicht erhalten; ohne den Charakter des Tullio, dramatische Struktur wie bei der von Hasse vertonten Fassung von 1730 |  |
| Anonym, wahrscheinlich Pasticcio            | 1740, Privilegirtes Theatro:303                         | Wien           | ohne die Charaktere Sigismondo und Tullio; im Vergleich zur Wiener Fassung von 1732 wurden mehr als die Hälfte der Arien ausgetauscht, während die Rezitative weitgehend beibehalten wurden |  |
| Carl Heinrich Graun                         | Augustmesse 1745:303                                    | Braunschweig   | möglicherweise Pasticcio; einige Arien stammen aus Grauns Lucio Papirio; das Libretto basiert auf Händels stark gekürzter Fassung von 1737; die Namen der Charaktere wurden eingedeutscht |  |
| Paolo Scalabrini                            | 12. Januar 1746, Oper am Gänsemarkt:303f                | Hamburg        | als L’Arminio principe de Cauci e de Cherusci; wahrscheinlich zu Teilen ein Pasticcio; ohne den Charakter des Tullio; die Rezitative stammen weitgehend aus der Originalfassung; einige Arientexte sind Werken von Metastasio und Apostolo Zeno entnommen                                                                                       |  |
| Baldassare Galuppi                          | 4. November 1747, Teatro San Cassiano:304               | Venedig        | Auch im Karneval 1754 im Theater am Tummelplatz in Graz; ohne den Charakter des Tullio, dramatische Struktur wie in der von Hasse vertonten Fassung von 1730; nur zehn Arien sind erhalten |  |
| Giovanni Battista Pescetti                  | 26. Dezember 1748, Teatro della Pergola                 | Florenz        | ohne Nennung der Autoren |  |
| Gioacchino Cocchi                           | 7. Januar 1749, Teatro Argentina:331                    | Rom            | diese Oper basiert trotz verbreiteter Nennung in der Fachliteratur nicht auf Salvis Libretto |  |
| Anonym, wahrscheinlich Pasticcio            | 1749:304                                                | Florenz        | einige Quellen nennen Galuppi als Komponisten, jedoch stimmt keine der Arien mit dessen Vertonung von 1747 überein; ohne den Charakter des Tullio, dramatische Struktur wie in der von Hasse vertonten Fassung von 1730; einige Arientexte stammen aus Werken Metastasios                                                                       |  |
| Anonym, wahrscheinlich Pasticcio            | 1754:305                                                | Graz           | ohne den Charakter des Tullio, dramatische Struktur teilweise wie in der von Hasse vertonten Fassung von 1730; einige Arientexte stammen aus Werken Metastasios |  |
| Anonym, Pasticcio                           | 1. März 1760, King’s Theatre am Haymarket:305           | London         | einige Arien stammen von Davide Perez |  |

## Digitalisate
1. ↑  Alessandro Scarlatti: Arminio. Libretto (italienisch), Florenz 1703. Digitalisat bei Google Books.
2. ↑  Alessandro Scarlatti: Arminio. Libretto (italienisch), Rom 1722. Digitalisat des Münchener Digitalisierungszentrums.
3. ↑  Antonio Caldara: L’Arminio. Libretto (italienisch), Genua 1805. Digitalisat im Museo internazionale e biblioteca della musica di Bologna.
4. ↑  Anonym: Arminio. Libretto (italienisch), London 1714. Digitalisat bei ECCO (Eighteenth Century Collections Online, über deutsche Nationallizenz einsehbar).
5. ↑  Carlo Francesco Pollarolo: L’Arminio. Libretto (italienisch), Venedig 1722. Digitalisat des Münchener Digitalisierungszentrums.
6. ↑  Anonym: Arminio. Libretto (italienisch), Florenz 1725. Digitalisat der Biblioteca Nazionale Centrale di Firenze.
7. ↑  Johann Adolph Hasse: Arminio. Libretto (italienisch), Mailand 1730. Digitalisat der Library of Congress.
8. ↑  Gaetano Maria Schiassi: Arminio. Libretto-Auszug (italienisch), Alessandria 1733. Digitalisat der Harvard University Library.
9. ↑  Giuseppe Ferdinando Brivio: La Germania trionfante in Arminio. Libretto (italienisch), Mailand 1739. Digitalisat im Museo internazionale e biblioteca della musica di Bologna.
10. ↑  Paolo Scalabrini: L’Arminio principe de Cauci e de Cherusci. Libretto (italienisch/deutsch), Hamburg 1746. Digitalisat der Staatsbibliothek zu Berlin.
11. ↑  Baldassare Galuppi: L’Arminio. Libretto (italienisch), Venedig 1747. Digitalisat im Museo internazionale e biblioteca della musica di Bologna.
12. ↑  Giovanni Battista Pescetti: Arminio. Libretto (italienisch), Florenz 1749. Digitalisat bei Google Books.
13. ↑  Gioacchino Cocchi: Arminio. Libretto (italienisch), Rom 1749. Digitalisat im Internet Archive.
14. ↑  Anonym: Arminio. Libretto (italienisch), London 1760. Digitalisat der British Library.